# Saison 1975-1976 de l'Élan sportif chalonnais
Saison 1975-1976 de l'Élan chalon en Nationale 3, avec une deuxième place.

## Effectifs
| Nationalité | Joueur                 | Taille |
| ----------- | ---------------------- | ------ |
|             | Roland Blondel         | 1,81 m |
|             | Dominique Juillot      | 1,78 m |
|             | Patrick Martin         | 1,85 m |
|             | Alain Gallet           | 1,79 m |
|             | Jean-Claude Berthoud   | 1,79 m |
|             | Jean-François Chaumard | 1,80 m |
|             | Éric Minard            | 1,92 m |
|             | Yves Duvernois         | 1,91 m |
|             | Georges Nigaud         | 1,96 m |
|             | Philippe Luizard       | 1,86 m |
| -           | André D'almeida        | 1,95 m |
|             | Mieczysław Łopatka     | 1,96 m |
|             | Stephan Szczecinski    | 1,84 m |

- Entraineur :  Stephan Szczecinski

## Matchs

### Matchs amicaux
Avant saison
- Chalon-sur-Saône / Vichy (N2) : 86-89[1]
- Chalon-sur-Saône / Gueugnon : 96-84 (à Saint-Martin-Belle-Roche)[1]
- Chalon-sur-Saône / Saint-Etienne (N2) : 90-77[2]

### Championnat

#### Matchs aller
- Montferrand / Chalon-sur-Saône : 64-94[3]
- Chalon-sur-Saône / SA Lyon : 73-60[4]
- Chalon-sur-Saône / Oullins : 86-63[5]
- Annemasse / Chalon-sur-Saône : 64-89[6]
- Chalon-sur-Saône / Voiron : 88-65[7]
- Chalon-sur-Saône / Châteaudun : 87-53[7]
- Saint-Chamond / Chalon-sur-Saône : 81-83[8]
- Bourg-en-Bresse / Chalon-sur-Saône : 89-66[9]
- Chalon-sur-Saône / Gueugnon : 107-78[10]
- exempt
- Chalon-sur-Saône / Charlieu 73-67[11]

#### Matchs retour
- Chalon-sur-Saône / Montferrand : 93-76[12]
- SA Lyon / Chalon-sur-Saône : 78-66[13]
- Oullins / Chalon-sur-Saône : 65-68[14]
- Chalon-sur-Saône / Annemasse : 104-65[15]
- Voiron / Chalon-sur-Saône : 79-88[16]
- Châteaudun / Chalon-sur-Saône : 84-95[16]
- Chalon-sur-Saône / Saint-Chamond : 92-83[17]
- Chalon-sur-Saône / Bourg-en-Bresse : 60-67[18]
- Gueugnon / Chalon-sur-Saône : 82-83[19]
- exempt
- Charlieu / Chalon-sur-Saône : 66-83[20]

Extrait du classement de Nationale 3 (Poule G) 1975-1976